# ジョージアの都市の一覧

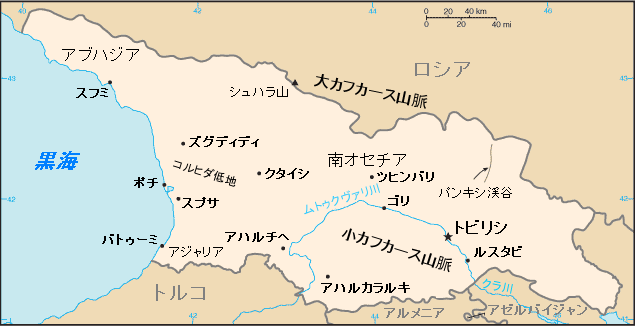
ジョージア国の地図

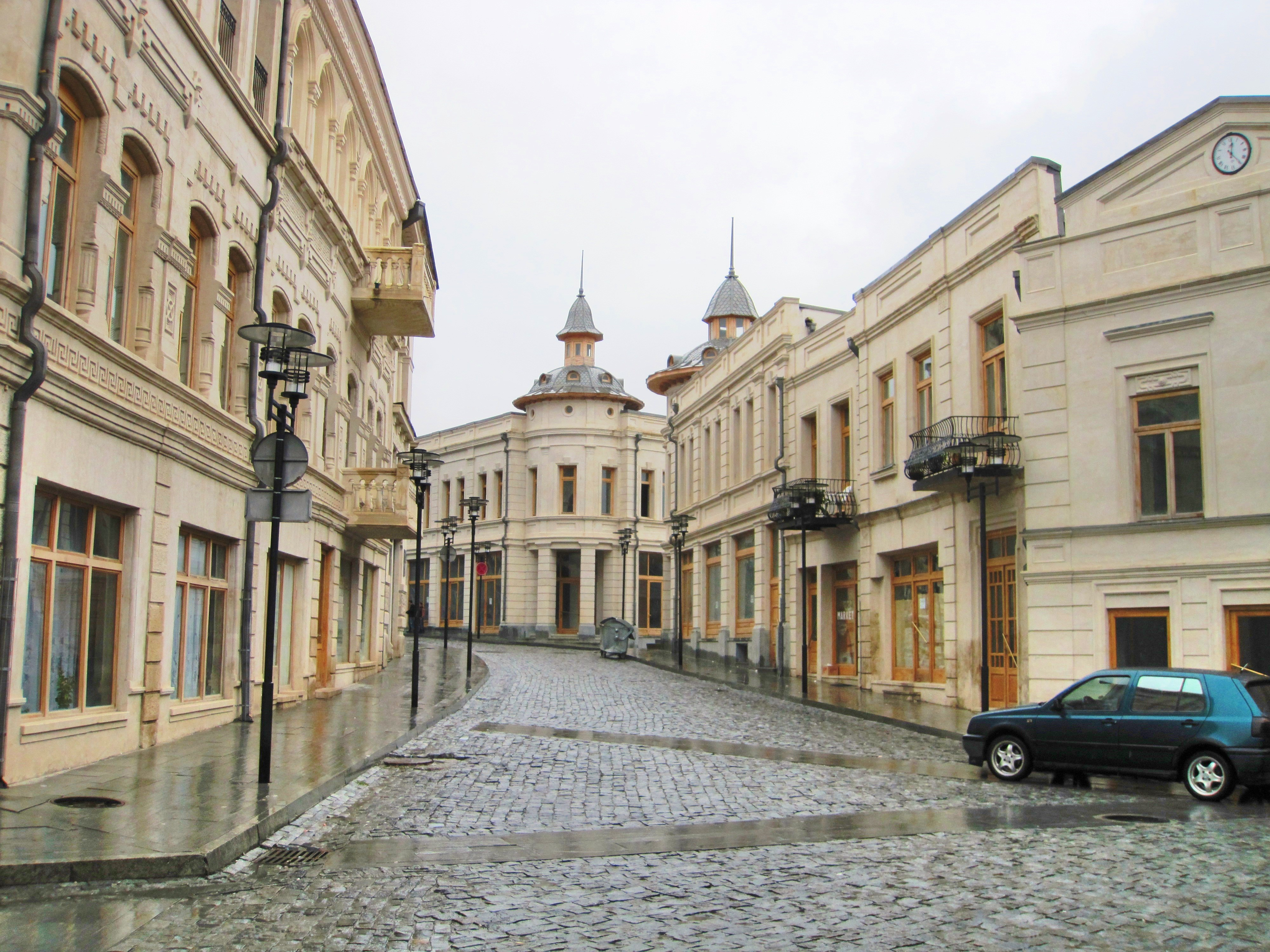
クタイシ

ジョージア国の都市の一覧（ジョージアこくのとしのいちらん）では、ジョージア（グルジア）の都市の一覧について記述する。
首都・最大都市はトビリシ。

## 人口上位10都市(2014年)
| 順位 | 都市         | グルジア語 | 人口      | 所属                             | 備考 |
| ---- | ------------ | ---------- | --------- | -------------------------------- | ---- |
| 1.   | トビリシ     | თბილისი    | 1,062,282 | トビリシ                         | 首都 |
| 2.   | バトゥミ     | ბათუმი     | 152,839   | アジャリア自治共和国             | 首都 |
| 3.   | クタイシ     | ქუთაისი    | 147,635   | イメレティ州                     | 州都 |
| 4.   | ルスタヴィ   | რუსთავი    | 125,103   | クヴェモ・カルトリ州             | 州都 |
| 5.   | スフミ       | სოხუმი     | 62,914    | アブハジア共和国                 | 首都 |
| 6.   | ゴリ         | გორი       | 48,143    | シダ・カルトリ州                 | 州都 |
| 7.   | ズグディディ | ზუგდიდი    | 42,998    | サメグレロ＝ゼモ・スヴァネティ州 | 州都 |
| 8.   | ポティ       | ფოთი       | 41,465    | サメグレロ＝ゼモ・スヴァネティ州 |      |
| 9.   | ツヒンヴァリ | ცხინვალი   | 30,456    | 南オセチア共和国                 | 首都 |
| 10.  | ハシュリ     | სამტრედია  | 26,135    | シダ・カルトリ州                 |      |

## その他の都市
- アハルカラキ
- アハルツィヘ
- オズルゲティ
- ガグラ (アブハジア共和国)
- ガリ (アブハジア共和国)
- グダウタ (アブハジア共和国)
- コブレチ (アジャリア自治共和国)
- シグナギ
- ゼスタポニ
- セナキ
- チアトゥラ
- チャルトゥボ
- テラヴィ
- トゥクヴァルチェリ (アブハジア共和国)
- ボルジョミ
- ムツヘタ
- アンブロラウリ（英語版）
- サムトレディア
- サガレジョ（英語版）（サガレホ）
- ガルダバニ（英語版）
- トキブリ（英語版）
- ホニ (ホニ地区)（英語版）
- ボルニシ（英語版）
- グルジャアニ（英語版）
- アフメタ（英語版）